# Померанец, Ефим Яковлевич
Ефим Яковлевич Померанец (1 марта 1925 — 27 февраля 2021) — советский и российский конструктор вооружений,  главный специалист технической дирекции АО «ЛОМО»; лауреат Государственной премии СССР (1987).

## Биография
Родился в городе Мозыре  в семье бухгалтера. Переехал с родителями в Киев (1930), затем в Ленинград (1937).
Окончил 9 классов средней школы (1941), Ленинградский техникум точной механики и оптики (1944) и вечерний факультет ЛИТМО (1952). Блокадник, летом 1942 г. вместе с техникумом эвакуирован в Черепаново Новосибирской области.
С 1947 г. работал в КБ завода «Прогресс» (в дальнейшем — объединение ЛОМО).
Заместитель главного конструктора по разработке головок самонаведения для переносных зенитных ракетных комплексов (ПЗРК). Руководил конструкторскими разработками головок самонаведения типа «Стрела», двухспектральной головки самонаведения типа «Игла».
Главный конструктор по разработке лазерной полуактивной головки самонаведения (ЛПГС) 152-мм артиллерийского снаряда «Краснополь» (1979).
Лауреат Государственной премии СССР (1987).
Награждён медалью «За оборону Ленинграда» (1943).
Скончался  27 февраля 2021 года в Санкт-Петербурге .